# Eumenes agillimus
Eumenes agillimus är en stekelart som beskrevs av Dalla Torre 1894. Eumenes agillimus ingår i släktet krukmakargetingar, och familjen Eumenidae. Inga underarter finns listade i Catalogue of Life.